# 生命力 (アルバム)
『生命力』（せいめいりょく）は、チャットモンチーの2007年のメジャー2枚目のアルバム。
規格品番はKSCL-1120。初回限定盤は3面デジパック+スーパーピクチャーレーベル仕様。

## 解説
2006年の『耳鳴り』から約1年3ヶ月ぶりの新作アルバムである。オリコンデイリーアルバムランキング初登場6位を記録した「シャングリラ」やアマチュア時代の未発表曲を収録。シングルのカップリング曲は、CMタイアップの付いた「バスロマンス」のみが収録され、他のカップリング曲は未収録となっている。
また、撮影時期の関係でX JAPANの世界デビュー曲「I.V.」のプロモーションビデオにジャケットが2度映っている。1度目はTOSHI、2度目はhideの隣である。

## 楽曲について
※シングル表題曲・カップリング曲に関してはリンク先を参照。
親知らず
『東京ハチミツオーケストラ』の続編に当たる曲で、上京してしばらく経ち、田舎の家族を懐かしむ若者を描いた曲。
素直
チャットモンチー初のアコースティックナンバー。ピアノを橋本と福岡が連弾し、クラリネットは経験者の高橋が吹いている。
ミカヅキ
橋本が高校2年の頃に作った曲。

## 演奏
- 橋本絵莉子
  - Vocals, Guitars
  - Hand Clap (#3.6.11)
  - Dish Bowl (#6)
  - Piano (#8)
- 福岡晃子
  - Bass, Chorus
  - Keyboard (#5)
  - Hand Clap (#3.6.11)
  - Piano (#8)
- 高橋久美子
  - Drums, Chorus
  - Shaker (#3)
  - Tambourine (#3.10)
  - Hand Clap (#3.6.11)
  - Clarinet (#8)

## 収録曲
- 全作曲：橋本絵莉子

| #         | タイトル                                                                                                  | 作詞       | 作曲・編曲 | 時間 |
| --------- | --- | ---------- | ---------- | ---- |
| 1.        | 「親知らず」                                                                                              | 高橋久美子 |            | 4:48 |
| 2.        | 「Make Up！Make Up！」                                                                                    | 福岡晃子   |            | 3:18 |
| 3.        | 「シャングリラ」(フジテレビ系アニメ『働きマン』エンディングテーマ)                                        | 高橋久美子 |            | 3:16 |
| 4.        | 「世界が終わる夜に」(映画『腑抜けども、悲しみの愛を見せろ』主題歌)                                        | 福岡晃子   |            | 4:39 |
| 5.        | 「手のなるほうへ」                                                                                        | 福岡晃子   |            | 3:53 |
| 6.        | 「とび魚のバタフライ」(『スカパー！夏フェス祭り』CMソング、TVK『saku saku』2007年6月度エンディングテーマ) | 福岡晃子   |            | 3:40 |
| 7.        | 「橙」(テレビ東京系アニメ『BLEACH』第12代エンディングテーマ)                                              | 橋本絵莉子 |            | 3:23 |
| 8.        | 「素直」                                                                                                  | 福岡晃子   |            | 4:01 |
| 9.        | 「真夜中遊園地」                                                                                          | 高橋久美子 |            | 3:17 |
| 10.       | 「女子たちに明日はない」(日本テレビ系音楽番組『音楽戦士 MUSIC FIGHTER』2007年4月度エンディングテーマ)     | 福岡晃子   |            | 3:14 |
| 11.       | 「バスロマンス」(ロッテ『ガーナミルクチョコレート』CMソング)                                              | 高橋久美子 |            | 4:57 |
| 12.       | 「モバイルワールド」                                                                                      | 福岡晃子   |            | 3:39 |
| 13.       | 「ミカヅキ」                                                                                              | 橋本絵莉子 |            | 4:01 |
| 合計時間: | 合計時間:                                                                                                 | 合計時間:  | 49:49      |      |

## Forever Edition
チャットモンチーのメジャーデビュー10周年にあたり、フルアルバム5枚、ミニアルバム2枚の計7枚をリマスターした企画。Blu-spec CD2仕様で“Forever Edition”の第一弾として2015年11月11日に発売された。Disc1は各タイトルのリマスター盤。Disc2はリリース当時のライブ音源を収録している。リマスタリング作業は、フォスター・ザ・ピープルやパッション・ピット、日本では奥田民生を手掛けたグレッグ・カルビ (STERLING SOUND) が行った。初回仕様限定盤はブック型特殊パッケージ。第一弾全4タイトル購入者にはスペシャルボックスが応募でプレゼントされた。ブックレットには2007年と2015年のメンバーインタビュー、発売に際した2011年に脱退した元メンバーのドラマー高橋久美子の寄稿文、リリース当時の撮り下ろし写真が収録。

### Disc1
1. 親知らず （4:49）
2. Make Up! Make Up! （3:18）
3. シャングリラ （3:16）
4. 世界が終わる夜に （4:39）
5. 手のなるほうへ （3:53）
6. とび魚のバタフライ （3:43）
7. 橙 （3:23）
8. 素直 （4:01）
9. 真夜中遊園地 （3:17）
10. 女子たちに明日はない （3:14）
11. バスロマンス （5:01）
12. モバイルワールド （3:39）
13. ミカヅキ （4:01）

### Disc2
- M1・2・M5〜7・10 2008年4月1日「チャットモンチーのすごい2日間 in 日本武道館」
- M3・9 2009年7月5日「チャットモンチー2009 いま一度ライブハウスを洗濯し申す！ツアー」at Zepp Tokyo
- M4・13 2007年11月17日「チャットモンチー07/08 ライブ「生命力みなぎり TOUR」」at Zepp Tokyo
- M8 2008年1月26日「チャットモンチー07/08 ライブ「生命力みなぎり TOUR」」at Zepp Osaka
- M11 2007年7月7日「チャットモンチー日比谷野外大音楽堂 七夕ライヴ 〜天まで響け!!〜」
- M12 2008年1月29日「チャットモンチー07/08 ライブ「生命力みなぎり TOUR」」at 滋賀 U★STONE

1. 親知らず （4:52）
2. Make Up! Make Up! （3:34）
3. シャングリラ （3:42）
4. 世界が終わる夜に （4:42）
5. 手のなるほうへ （4:00）
6. とび魚のバタフライ （4:05）
7. 橙 （3:41）
8. 素直 （4:09）
9. 真夜中遊園地 （3:21）
10. 女子たちに明日はない （3:23）
11. バスロマンス （5:07）
12. モバイルワールド （3:35）
13. ミカヅキ （3:45）